# Europeiska inomhusmästerskapen i friidrott 1972
Europeiska inomhusmästerskapen i friidrott 1972 genomfördes 1972 i Grenoble, Frankrike. 

## Medaljörer, resultat

### Herrar
50 m
- 1 Valerij Borzov, Sovjetunionen – 5,75
- 2 Aleksandr Korneljuk, Sovjetunionen – 5,81
- 3 Vassilios Papageorgopoulos, Grekland – 5,82

400 m
- 1 Georg Nückles, Västtyskland  – 47,24
- 2 Ulrich Reich, Västtyskland  – 47,42
- 3 Wolfgang Müller (friidrottare), Östtyskland – 47,42

800 m
- 1 Josef Plachý, Tjeckoslovakien – 1.48,84
- 2 Ivan Ivanov, Sovjetunionen  – 1.49,05
- 3 Francis Gonzalez, Frankrike – 1.49,17

1 500 m
- 1 Jacky Boxberger, Frankrike – 3.45,66
- 2 Spylios Zacharopoulos, Grekland – 3.46,08
- 3 Jürgen May, Västtyskland – 3.46,42

3 000 m
- 1 Juris Grustinsj, Sovjetunionen  - 8.02,85
- 2 Jurij Aleksasjin, Sovjetunionen – 8.03,20
- 3 Ulrich Brugger, Västtyskland – 8.05,07

50 m häck
- 1 Guy Drut, Frankrike – 6,51
- 2 Manfred Schumann, Västtyskland – 6,58
- 3 Anatolij Mosjiasjvili, Sovjetunionen  – 6,59

4 x 360 m
- 1 Polen – 2.46,4
- 2 Västtyskland – 2.46,9
- 3 Frankrike – 2.50,2

4 x 720 m
- 1 Västtyskland – 6.26,4
- 2 Sovjetunionen – 6.27,0
- 3 Polen – 6.27,6

Höjdhopp
- 1 István Major, Ungern – 2,24
- 2 Kestutis Sjapka, Sovjetunionen – 2,22
- 3 Jüri Tarmak, Sovjetunionen – 2,22

Längdhopp
- 1 Max Klauss, Östtyskland – 8,02
- 2 Hans Baumgartner, Västtyskland – 7,99
- 3 Jaroslav Brož, Tjeckoslovakien – 7,88

Stavhopp
- 1 Wolfgang Nordwig, Östtyskland – 5,40
- 2 Hans Lagerqvist, Sverige – 5,40
- 3 Antti Kalliomäki, Finland – 5,30

Trestegshopp
- 1 Viktor Sanjejev, Sovjetunionen – 16,98
- 2 Carol Corbu, Rumänien – 16,89
- 3 Valentin Sjevtjenko, Sovjetunionen – 16,73

Kulstötning
- 1 Hartmut Briesenick, Östtyskland – 20,67
- 2 Wladyslaw Komar, Polen – 20,32
- 3 Jaroslav Brabec, Tjeckoslovakien – 19,94

### Damer
50 m
- 1 Renate Stecher, Östtyskland – 6,25
- 2 Annegret Richter, Västtyskland – 6,28
- 3 Sylviane Telliez, Frankrike – 6,31

400 m
- 1 Christel Frese, Västtyskland – 53,36
- 2 Inge Bödding, Västtyskland – 54,60
- 3 Erika Weinstein, Västtyskland – 54,73

800 m
- 1 Gunhild Hoffmeister, Östtyskland – 2.04,83
- 2 Ileana Silai, Rumänien – 2.05,17
- 3 Svetla Zlateva, Bulgarien – 2.05,50

1 500 m
- 1 Tamara Pangelova, Sovjetunionen – 4.14,62
- 2 Ljudmila Bragina, Sovjetunionen – 4.18,35
- 3 Vasilena Amzina, Bulgarien – 4.18,84

50 m häck
- 1 Annelie Erhardt, Östtyskland – 6,85
- 2 Teresa Sukniewicz, Polen – 6,94
- 3 Grażyna Rabsztyn, Polen – 7,05
- 3 Meta Antenen, Schweiz – 7,05

4 x 180 m
- 1 Västtyskland – 1.24,1
- 2 Frankrike – 1.27,6
- 3 Österrike  – 1.29,5

4 x 360 m
- 1 Västtyskland – 3.10,4
- 2 Sovjetunionen  – 3.11,2
- 3 Frankrike – 3.11,3

Höjdhopp
- 1 Rita Schmidt, Östtyskland  – 1,90
- 2 Rita Gildemeister, Östtyskland  – 1,84
- 3 Jordanka Blagojeva, Bulgarien – 1,84

Längdhopp
- 1 Brigitte Roesen, Västtyskland – 6,58
- 2 Meta Antenen, Schweiz – 6,42
- 3 Jarmila Nygrýnová, Tjeckoslovakien  – 6,39

Kulstötning
- 1 Nadezjda Tjisjova, Sovjetunionen  – 19,41
- 2 Antonina Ivanova, Sovjetunionen  – 18,54
- 3 Marianne Adam, Östtyskland  – 18,30

## Medaljfördelning
| Medaljfördelning |                 |      |        |       |        |
| Plats            | Land            | Guld | Silver | Brons | Totalt |
| 1                | Östtyskland     | 7    | 1      | 2     | 10     |
| 2                | Västtyskland    | 6    | 6      | 3     | 15     |
| 3                | Sovjetunionen   | 5    | 8      | 3     | 16     |
| 4                | Frankrike       | 2    | 1      | 4     | 7      |
| 5                | Polen           | 1    | 2      | 2     | 5      |
| 6                | Tjeckoslovakien | 1    | 0      | 3     | 4      |
| 7                | Ungern          | 1    | 0      | 0     | 1      |
| 8                | Rumänien        | 0    | 2      | 0     | 2      |
| 9                | Grekland        | 0    | 1      | 1     | 2      |
|                  | Schweiz         | 0    | 1      | 1     | 2      |
| 11               | Sverige         | 0    | 1      | 0     | 1      |
| 12               | Bulgarien       | 0    | 0      | 3     | 3      |
| 13               | Österrike       | 0    | 0      | 1     | 1      |
|                  | Finland         | 0    | 0      | 1     | 1      |